# Vickers Valiant
A Vickers Valiant brit gyártású 4 hajtóműves nagy magasságú stratégiai bombázó, amelyet nukleáris fegyverek hordozására terveztek, és az 1950-es és 1960-as években a Brit Királyi Légierő híres „V-bombázó” stratégiai elrettentő erejének része volt. A Vickers-Armstrongs fejlesztette ki a Légügyi Minisztérium által egy nukleáris fegyver hordozására képes sugárhajtású bombázógép tervezésére kiadott B.35/46 specifikáció alapján. Mivel a többi típus szolgálatba állításánál fennállt a késés veszélye, így stratégiai okokból egy kevésbé innovatív, ideiglenes megoldásként számítottak a típusra. Ezzel a Valiant lett az első V-bombázó, amelyet szolgálatba állítottak, majd néhány évvel később követte két fejlettebb társa, az Avro Vulcan és a Handley Page Victor. Emellett a Valiant az egyetlen a V-bombázók közül, amelyik éles nukleáris fegyvert dobott le (tesztelés céljából).
1956-ban a Máltára telepített Valiantok hagyományos bombázó küldetéseket repültek Egyiptom felett a Muskétás hadművelet keretében a szuezi válság idején. 1956-tól 1966 elejéig a Valiant főerőt a nukleáris elrettentő szerepben használták a NATO és a Varsói Szerződés hatalmai közötti konfrontációban. Más századok légi utántöltést, légi felderítést és elektronikus hadviselést végeztek.
1962-ben, válaszul a Szovjetunió föld-levegő rakéta technológiájának fejlődésére és tanulva az U–2 incidensből, a V-bombázó flotta, beleértve a Valiantot is, a nagy magasságú bevetésről alacsony magasságú repülésre váltott, hogy elkerülje ezzel a légvédelmirakéta-támadásokat. 1964-ben kiderült, hogy a Valant flottánál anyagfáradás és kristályos korrózió jeleit találták a szárnyak hátsó rögzítésénél. 1964 végén javítási programot indítottak ennek orvoslására, de a kormányváltás után az új védelmi miniszter, Denis Healey úgy döntött, hogy a Valiantot ki kell vonni a szolgálatból, és ez 1965 elején meg is történt. A V-bombázók másik két tagja, a Victor és a Vulcan egészen az 1980-as évekig szolgálatban maradtak.

## Fordítás
- Ez a szócikk részben vagy egészben  a   Vickers Valiant című angol Wikipédia-szócikk ezen változatának fordításán alapul.  Az eredeti cikk szerkesztőit annak laptörténete sorolja fel. Ez a jelzés csupán a megfogalmazás eredetét és a szerzői jogokat jelzi, nem szolgál a cikkben szereplő információk forrásmegjelöléseként.